# Blizno (województwo mazowieckie)
Blizno – wieś w Polsce położona w województwie mazowieckim, w powiecie sierpeckim, w gminie Szczutowo. Ma status sołectwa.
Przez miejscowość przebiega droga wojewódzka nr 560.
W latach 1975–1998 miejscowość administracyjnie należała do województwa płockiego.

## Demografia
Według spisu powszechnego z 1921 we wsi Blizno było 30 budynków i 198 mieszkańców. Wśród mieszkańców 160 osób było wyznania rzymskokatolickiego i 38 osób wyznania ewangelickiego. Natomiast w folwarku Blizno odnotowano 3 budynki i 34 mieszkańców, w tym 29 katolików i 5 ewangelików.
Według Narodowego Spisu Powszechnego (III 2011 r.) wieś liczyła 168 mieszkańców.